# قصر الجديد (تيليوين الجنوبية)
قصر الجديد هو دُوَّار يقع بجماعة اغريس السفلي، إقليم الرشيدية، جهة درعة تافيلالت في المملكة المغربية. ينتمي الدوّار لمشيخة تيليوين الجنوبية التي تضم 3 دواوير. يقدر عدد سكانه بـ 431 نسمة حسب الإحصاء الرسمي للسكان والسكنى لسنة 2004.

## روابط خارجية
- البوابة الوطنية للجماعات الترابية نسخة محفوظة 12 مارس 2018 على موقع واي باك مشين.
- المندوبية السامية للتخطيط